# Gałęzewo
Gałęzewo – wieś w Polsce, położona w województwie kujawsko-pomorskim, w powiecie żnińskim, w gminie Rogowo.
Wieś duchowna, własność kapituły katedralnej gnieźnieńskiej, pod koniec XVI wieku leżała w powiecie gnieźnieńskim województwa kaliskiego. W latach 1975–1998 miejscowość administracyjnie należała do województwa bydgoskiego. Według Narodowego Spisu Powszechnego (III 2011 r.) liczyła 284 mieszkańców. Jest siódmą co do wielkości miejscowością gminy Rogowo.